# 2087 Kochera
2087 Kochera eller 1975 YC är en asteroid i huvudbältet som upptäcktes den 28 december 1975 av den Schweiziska astronomen Paul Wild vid Observatorium Zimmerwald. Den har fått sitt namn efter den Schweiziske nobelpristagaren Theodor Kocher.